# Bibliotéka zábavných spisů
Bibliotéka zábavných spisů byla edice dobrodružné a historické literatury pro mládež, vydávaná v letech 1876 až 1895 pražským malostranským nakladatelem Františkem Kytkou. Jednotlivé svazky měly typicky rozsah do 80 stran a vizuálně jednotnou obálku s barevnou ilustrační litografií. Obsahově se edice zaměřovala na dobrodružné a historické příběhy, životopisy významných osobností a mravoučné povídky z tehdejší současnosti. Nejčastějšími přispěvateli byli Matěj Karas, František Schwarz a Pavel J. Šulc. V edici převažovaly zkrácené volné adaptace děl zahraničních autorů, například Julese Vernea, Alphonse de Lamartine, Thomase Mayne-Reida či Fredericka Marryata, ale také řady dalších nezjištěných autorů.

## Ukázka obálek
Ukázka standardizovaných obálek edice s barevnou litografickou ilustrací a popiskem děje na obrázku.

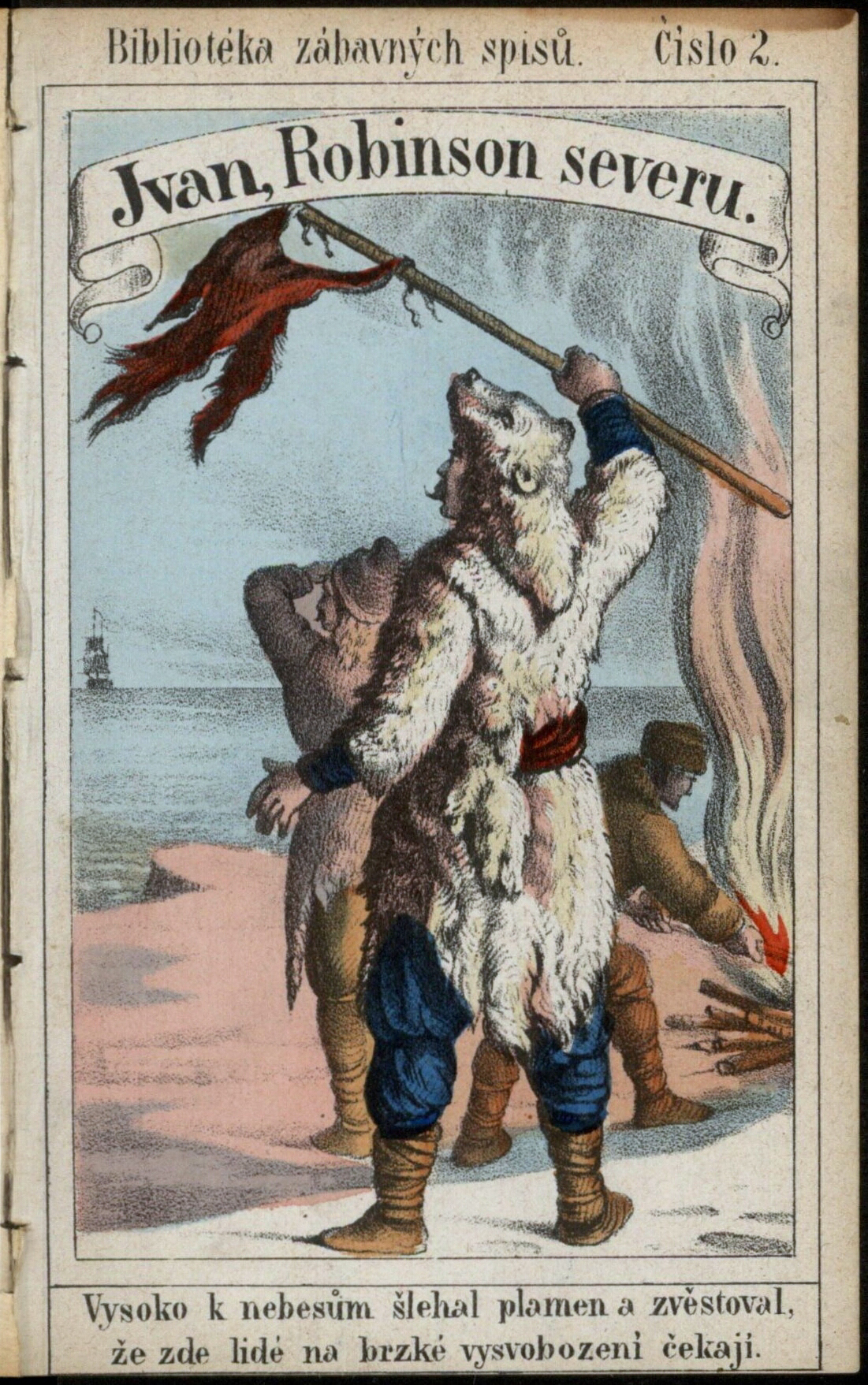
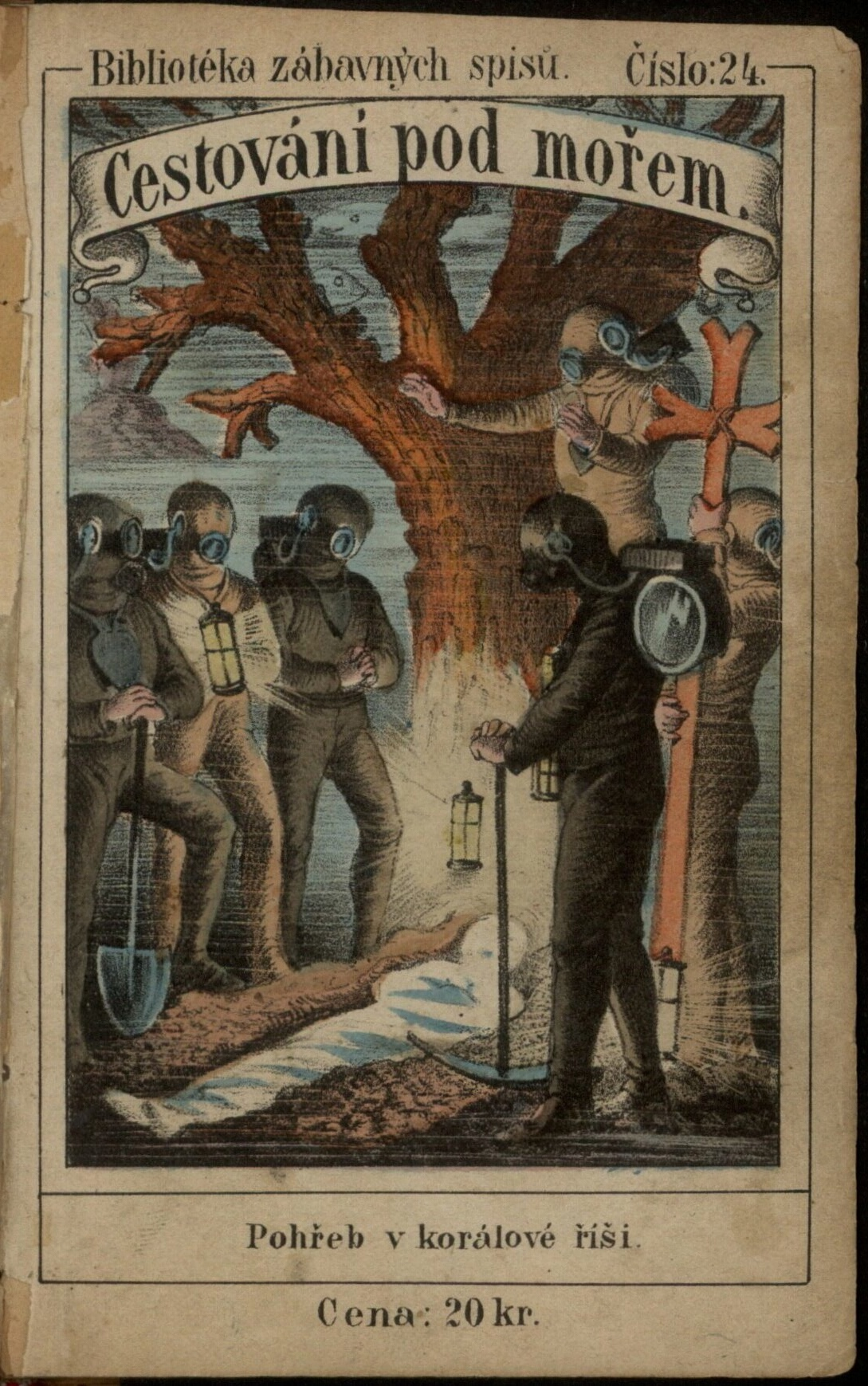
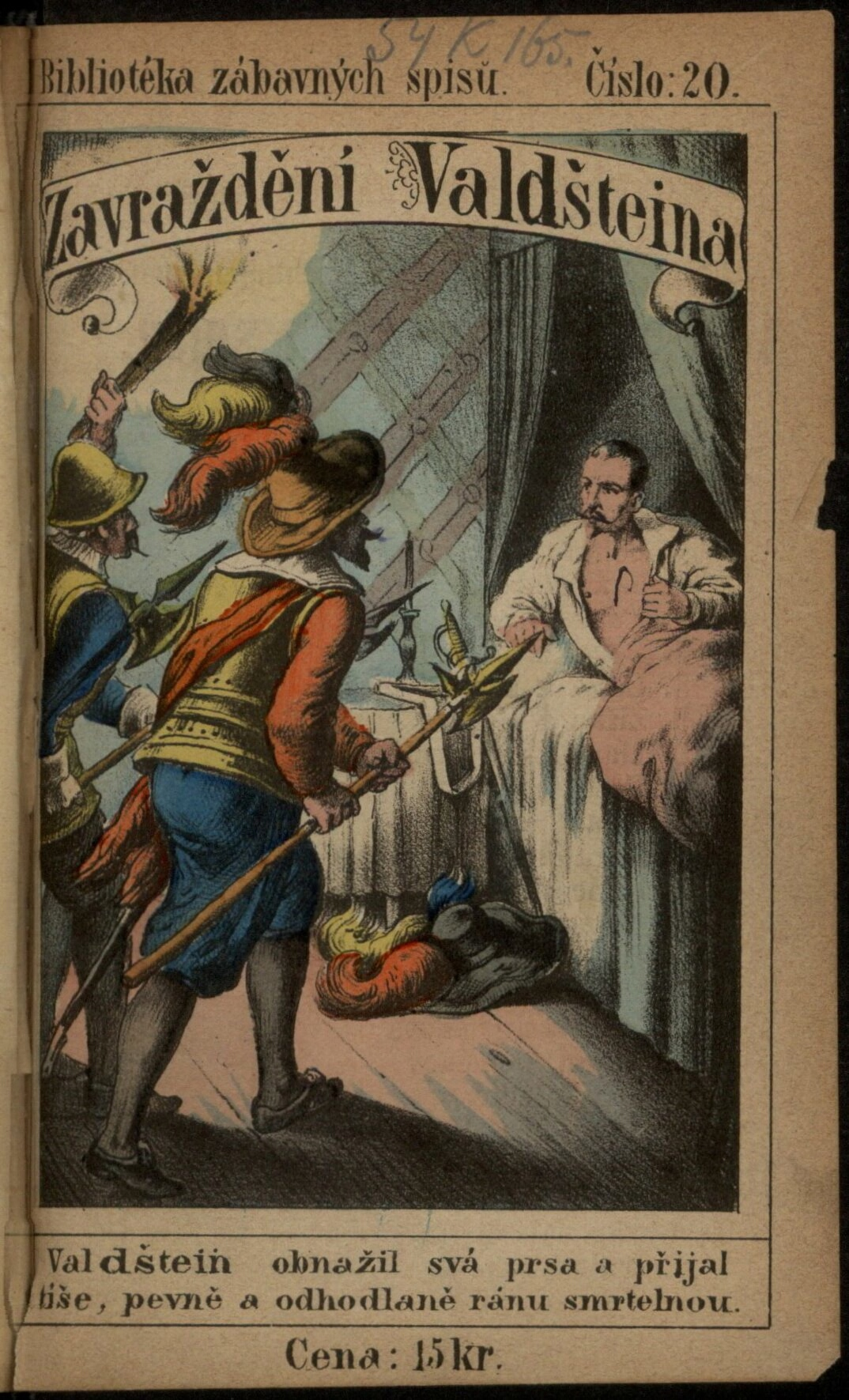
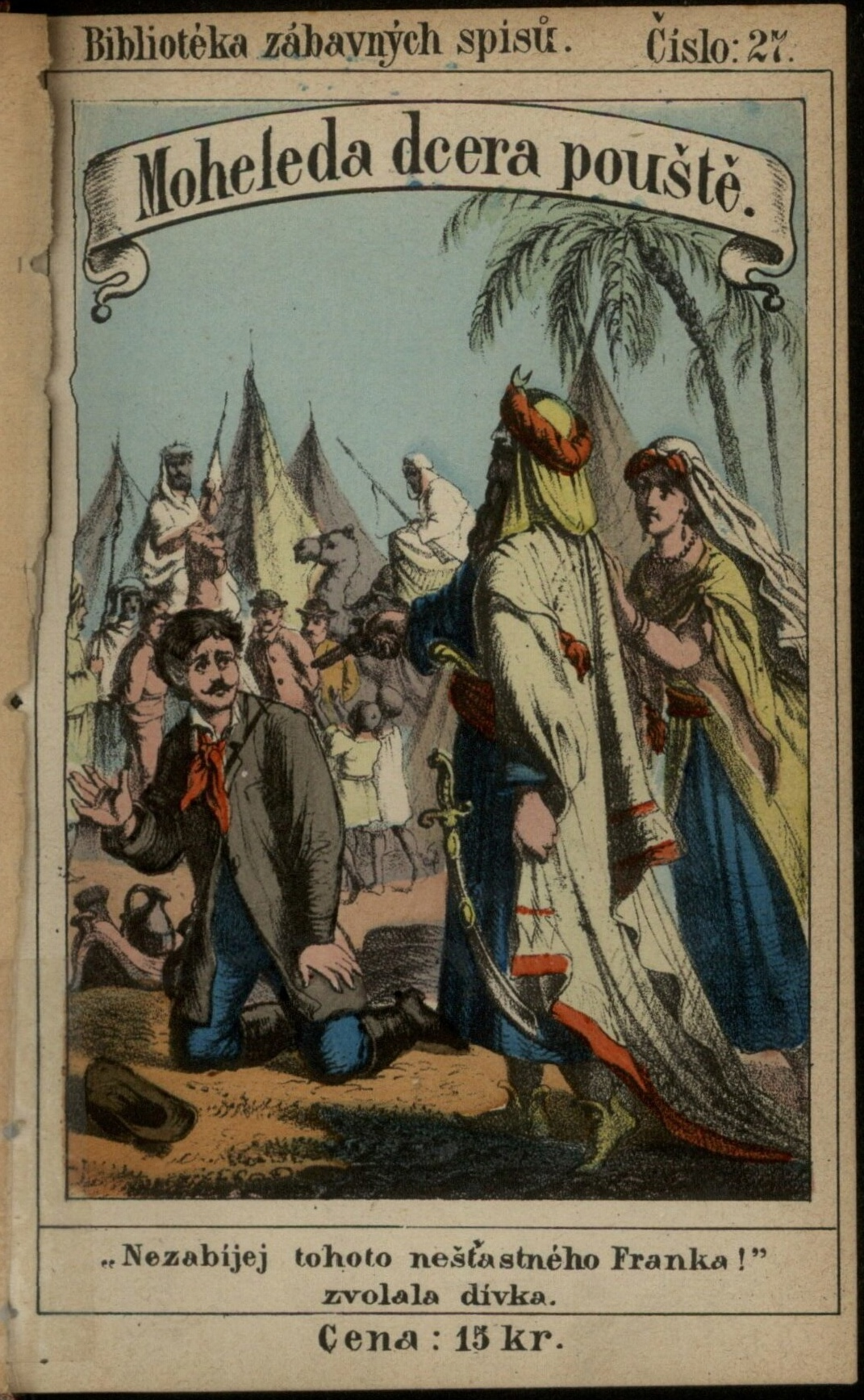
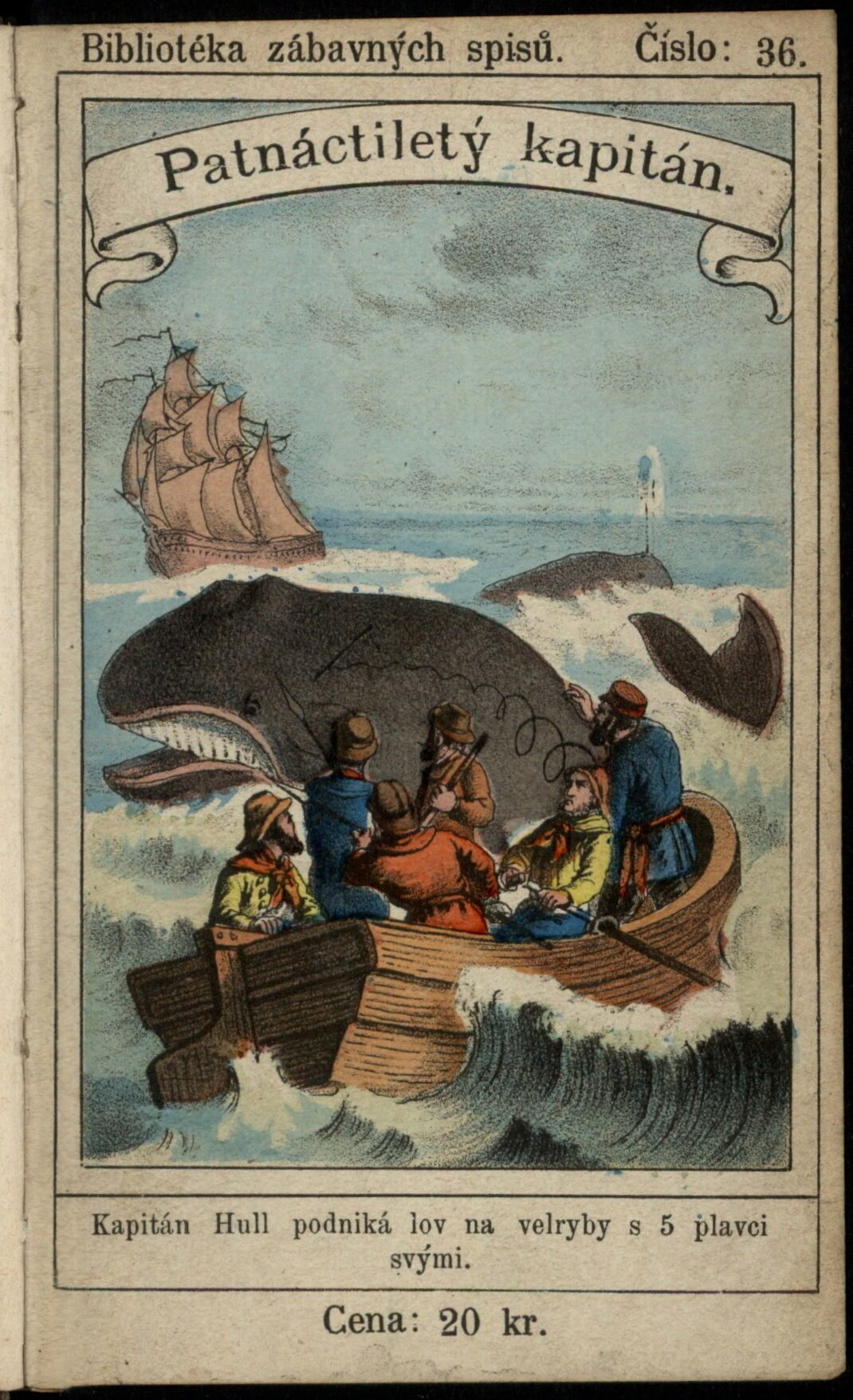

## Knihy vydané v této edici
Přehled v tabulce byl sestaven s využitím soupisu v Slovníku českých autorů knih pro chlapce od Tomáše Studenovského a Josefa Bláhy z roku 2000, katalogu Národní knihovny ČR, digitalizovaných kopií svazků v Národní digitální knihovně a dobového tisku.

| číslo | Autor                             | Kniha                                                                      | rok vydání  |
| ----- | --------------------------------- | -------------------------------------------------------------------------- | ----------- |
| 001   | J. K.                             | Maxmilian císař Mexický                                                    | 1876        |
| 002   | J. S.                             | Ivan, čili Robinson severu                                                 | 1876        |
| 003   | J. S.                             | Věrná dcera                                                                | 1876        |
| 004   | A. D.                             | Sultan Soliman před Szigétem                                               | 1876        |
| 005   | Pavel J. Šulc                     | Král Dobrotivý Ferdinand V.                                                | 1876        |
| 006   | A. D.                             | Pugačev, cař kozáků                                                        | 1876        |
| 007   | J. K.                             | Loupežníkova dcera                                                         | 1876        |
| 008   | A. D.                             | Cesta k severní točně                                                      | 1876        |
| 009   | Pavel J. Šulc                     | Žižka a Husité                                                             | 1876        |
| 010   | Pavel J. Šulc                     | Maršálek Radecký, slavný vojevůdce rakouský                                | 1876        |
| 011   | A. D.                             | Cesta po Africe                                                            | 1876        |
| 012   | J. T.                             | Císař Josef II.                                                            | 1877        |
| 013   | V. F.                             | Kara Petrovič, osvoboditel Srbska                                          | 1877        |
| 014   | J. T.                             | Princ Eugen Savojský, slavný vítěz nad Turky                               | 1877        |
| 015   | Pavel J. Šulc                     | Pět neděl v balonu                                                         | 1877        |
| 016   | J. T.                             | Císařovna Marie Teresie                                                    | 1877        |
| 017   | F. M.                             | Pomsta Indiánova                                                           | 1877        |
| 018   | V. F.                             | Alexej Menčikov, aneb z malého paštikáře ministr                           | 1877        |
| 019   | Pavel J. Šulc Jules Verne         | Černá Indie                                                                | 1877        |
| 020   | V. F.                             | Zavraždění Valdšteina                                                      | 1877        |
| 021   | Pavel J. Šulc Jules Verne         | Carův kurýr, aneb, Z Moskvy do Irkucka                                     | 1877        |
| 022   | Pavel J. Šulc                     | Třicetiletá válka se zvláštním ohledem na Čechy                            | 1877        |
| 023   | Vít Hrozňovský                    | Král Eduard                                                                | 1878        |
| 024   | Pavel J. Šulc Jules Verne         | Cestování pod mořem                                                        | 1877        |
| 025   | František Antonín Zeman J. V. H.  | Odměna vděčnosti: dějepisná pověst z dob panování Karla IV.                | 1878        |
| 026   | V. T.                             | Kapitán Barrov                                                             | 1878        |
| 027   | Matěj Karas                       | Moheleda, dcera pouště                                                     | 1878        |
| 028   | Matěj Karas                       | Rybářský chlapec                                                           | 1878        |
| 029   | Matěj Karas                       | Čeští osadníci v Americe                                                   | 1878        |
| 030   | František Antonín Zeman           | Jules Gerard, proslulý lvobijce                                            | 1878        |
| 031   | J. J.                             | Oliver Cromwell a anglická republika                                       | 1878        |
| 032   | Matěj Karas                       | Kouzelná svítilna                                                          | 1878        |
| 033   | Matěj Karas                       | Na Špicberkách                                                             | 1879        |
| 034   | František Antonín Zeman           | Jindřich z Lipé                                                            | 1879        |
| 035   | Matěj Karas                       | Zlaté ložisko na řece Gile: obraz ze života českých vystěhovalců v Americe | 1879        |
| 036   | Pavel J. Šulc                     | Patnáctiletý kapitán                                                       | 1879        |
| 037   | Matěj Karas                       | Henry Morgan                                                               | 1879        |
| 038   | Matěj Karas                       | Český vystěhovalec v Australii                                             | 1879        |
| 039   | Matěj Karas                       | Daniel Boon, první osadník Kentucký                                        | 1879        |
| 040   | Matěj Karas                       | Šťastné shledání: povídka ze života českých vystěhovalců v Americe         | 1879        |
| 041   | Matěj Karas                       | Smrť na pustině                                                            | 1880        |
| 042   | František Zákrejs                 | Kdo zlé strojí, nech se zlého bojí                                         | 1880        |
| 043   | Karel Vilém Tuček                 | Jaroslav Dolanský, čili, Utrpením ku blahu                                 | 1881        |
| 044   | Julie Gintlová                    | Každý stav vzděláním prospívá                                              | 1881        |
| 045   | Gustav Šesták                     | Hrob na břehu Driny                                                        | 1881        |
| 046   | Jan Vítek                         | Dva nestejní bratři                                                        | 1881        |
| 047   | Matěj Karas                       | Vzbouření Indiánů                                                          | 1881        |
| 048   | Matěj Karas                       | Pobřežní strážce                                                           | 1881        |
| 049   | Jan z Hvězdy Jules Verne          | Cesta do středu země                                                       | 1881        |
| 050   | Matěj Karas                       | Odměna zrádcova                                                            | 1881        |
| 051   | Matěj Karas                       | Plavba v Tichém okeanu: povídka ze života námořníkův                       | 1881        |
| 052   | Matěj Karas                       | Na otrokářském korábu                                                      | 1881        |
| 053   | Matěj Karas                       | Otroci v Texasu                                                            | 1882        |
| 054   | Robert Niedergesäß J. Sedláček    | V učení a ve světě                                                         | 1882        |
| 055   | Matěj Karas                       | Pytláci: povídka z lesů Dobříšských                                        | 1883        |
| 056   | Matěj Karas                       | Toník, vzorný řemeslník                                                    | 1883        |
| 057   | Matěj Karas Alphonse de Lamartine | Nešťastná rodina královská: historická povídka z dob francouzské revoluce  | 1883        |
| 058   | Matěj Karas                       | Na ostrovech Přátelských                                                   | 1883        |
| 059   | Matěj Karas                       | Dobrodružství v Africe                                                     | 1883        |
| 060   | František Schwarz                 | Odvážný loupežník                                                          | 1883        |
| 061   | Matěj Karas                       | V zemi Eskymáků                                                            | 1883        |
| 062   | Matěj Karas                       | V území Zulukafrů                                                          | 1883        |
| 063   | Matěj Karas                       | Na Skalných horách                                                         | 1884        |
| 064   | František Schwarz                 | Oběť náčelníka Mandanů                                                     | 1884        |
| 065   | Matěj Karas                       | Český plavec na severu                                                     | 1885        |
| 066   | Matěj Karas Thomas Mayne-Reid     | Bezhlavý jezdec: Povídka z lesů Texasských v Americe                       | 1885        |
| 067   | Matěj Karas                       | Strážný duch na prerii                                                     | 1885        |
| 068   | Matěj Karas                       | Dvojzubec, náčelník Ploskohlavců                                           | 1885        |
| 069   | Matěj Karas                       | Divý muž                                                                   | 1886        |
| 070   | Matěj Karas                       | Odvážlivý kapitán                                                          | 1886        |
| 071   | Matěj Karas                       | Dcera otrokářova                                                           | 1886        |
| 072   | Matěj Karas                       | Na ostrově Fríském                                                         | 1886        |
| 073   | František Schwarz                 | Obětovnosť a věrnosť u Soshonů. Příhody dvou Čechů ve Skalních horách      | 1886        |
| 074   | Matěj Karas                       | Neohrožená dcera českého farmera                                           | 1887        |
| 075   | Matěj Karas                       | Ve vodách čínských                                                         | 1887        |
| 076   | Matěj Karas                       | Dobrodružství v Indii                                                      | 1887        |
| 077   | František Schwarz                 | Mořští loupežníci                                                          | 1888        |
| 078   | Gustav Šesták                     | Návrat z Kalifornie, povídka ze života českého zlatokopa                   | 1887        |
| 079   | Matěj Karas                       | Muzurk, náčelník Osťáků                                                    | 1887        |
| 080   | František Schwarz                 | Uloupená dívka                                                             | 1887        |
| 081   | Štěpán Karas                      | V zemi bílých slonů                                                        | 1888        |
| 082   | František Schwarz                 | Pochod pouští                                                              | 1888        |
| 083   | František Schwarz                 | V okovech pro vlasť                                                        | 1888        |
| 084   | František Schwarz                 | Věren až do smrti                                                          | 1888        |
| 085   | Jan Klecanda Frederick Marryat    | Osadníci kanadští                                                          | 1888        |
| 086   | Matěj Karas                       | Mezi obyvateli Senegambie                                                  | 1889        |
| 087   | Matěj Karas                       | V zemi Namaův                                                              | 1889        |
| 088   | Štěpán Karas                      | Na osamělém ostrově                                                        | 1889        |
| 089   | František Schwarz                 | V Brasilii                                                                 | 1889        |
| 090   | František Schwarz                 | Vineta v zápase s mořskými loupežníky                                      | 1889        |
| 091   | František Schwarz                 | Dobrodružství na Palavanu                                                  | 1889        |
| 092   | František Schwarz                 | Český hoch v Americe                                                       | 1889        |
| 093   | František Schwarz                 | Dědictví v Americe                                                         | 1889        |
| 094   | Matěj Karas                       | Dobrodružství českého lovce v Americe                                      | 1889        |
| 095   | František Schwarz                 | Lorana, indická princezna                                                  | 1890        |
| 096   | Matěj Karas                       | Únos saských kněžicův                                                      | 1890        |
| 097   | Matěj Karas                       | Náčelník Siouxův                                                           | 1890        |
| 098   | Jan Klecanda                      | Na moři                                                                    | 1890        |
| 099   | Jan Klecanda                      | Mlynářův schovanec                                                         | 1890        |
| 100   | František Schwarz                 | Český bratr v zemi Osagů                                                   | 1890        |
| 101   | Matěj Karas                       | Záhuba otrokářova                                                          | 1890        |
| 102   | Matěj Karas                       | Ze Singapore do Batavie                                                    | 1890        |
| 103   | Matěj Karas                       | Mohykánův totem                                                            | 1890        |
| 104   | František Schwarz                 | Smrť Portugalcova                                                          | 1891        |
| 105   | František Schwarz                 | Indiánův schovanec                                                         | 1891        |
| 106   | Matěj Karas                       | Jitřenka, česká Indiánka                                                   | 1892        |
| 107   | František Schwarz                 | Dráha pralesem                                                             | 1892        |
| 108   | Matěj Karas                       | Český náčelník Indiánův                                                    | 1893        |
| 109   | Matěj Karas                       | Klenotnice Inkova                                                          | 1893        |
| 110   | Matěj Karas                       | Syn guvernérův                                                             | 1893        |
| 111   | Matěj Karas                       | V Kameruně                                                                 | [1893]      |
| 112   | Matěj Karas                       | Spravedlivý sudí                                                           | [1893]      |
| 113   | Matěj Karas                       | Uprostřed dvojích nepřátel                                                 | 1893        |
| 114   | Matěj Karas                       | Na březích Uruguaje                                                        | 1893        |
| 115   | Matěj Karas                       | Poklad na dně mořském                                                      | 1893        |
| 116   | Matěj Karas                       | V Algerii                                                                  | 1893        |
| 117   | Matěj Karas                       | Sakuntala, nalezená sestra                                                 | 1893        |
| 118   | Matěj Karas                       | Láska sesterská                                                            | 1893        |
| 119   | Matěj Karas                       | Kapitán a plavčík                                                          | 1893        |
| 120   | Matěj Karas                       | Cikánčino tajemství                                                        | [1893–1895] |
| 121   | Matěj Karas                       | Ajša, turecká dívka                                                        | [1893–1895] |
| 122   | Matěj Karas                       | Srdnatý jinoch                                                             | [1893–1895] |
| 123   | Matěj Karas                       | Amalunga, dcera českého zálesáka                                           | [1893–1895] |
| 124   | Matěj Karas                       | Na ztroskotané lodi                                                        | [1893–1895] |
| 125   | Matěj Karas                       | Bramalo, přítel českých bratří v Americe                                   | [1893–1895] |
| 126   | Matěj Karas                       | Český zlatokop v Americe                                                   | 1895        |
| 127   | Matěj Karas                       | Lodivodův syn                                                              | [1893–1895] |
| 128   | Matěj Karas                       | Ložisko slonové kosti na Nové Sibiři                                       | [1893–1895] |